# Veľký Folkmar
Veľký Folkmar – wieś (obec) na Słowacji położona w kraju koszyckim, w powiecie Gelnica. Pierwsze wzmianki o miejscowości pochodzą z roku 1336. 
Według danych z dnia 31 grudnia 2012, wieś zamieszkiwało 925 osób, w tym 472 kobiety i 453 mężczyzn.
W 2001 roku rozkład populacji względem narodowości i przynależności etnicznej wyglądał następująco:
- Słowacy – 98,39%
- Czesi – 0,22%
- Ukraińcy – 0,11%
- Węgrzy – 0,11%.

Ze względu na wyznawaną religię struktura mieszkańców kształtowała się w 2001 roku następująco:
- Katolicy rzymscy – 72,37%
- Grekokatolicy – 0,97%
- Ewangelicy – 20,32%
- Ateiści – 3,12%
- Nie podano – 2,04%.